# Stigmocheylus brevisetus
Stigmocheylus brevisetus  (лат.) — вид хищных тромбидиформных клещей семейства Stigmocheylidae из подотряда Prostigmata. Италия.

## Описание
Микроскопического размера хищные клещи (размеры менее 1 мм). Обитают в почве и подстилочной слое. Слабосклеротизированные клещи с непигментированной вытянутой идиосомой и сильно вытянутой первой парой ног, которая примерно вдвое длиннее, чем ноги пар II–IV.
Вид Stigmocheylus brevisetus был впервые описан в 1910 году итальянским акарологом Антонио Берлезе (Antonio Berlese; 1863—1927, Италия) по единственному голотипу и отнесён к роду Stigmocheylus Berlese, 1910 в составе семейства Pseudocheylidae. Иногда рассматривали в составе семейства Pomerantziidae. С тех пор не было найдено ни одного представителя Stigmocheylus brevisetus, хотя описано ещё несколько близких видов. В 1990 году было предложено выделить род Stigmocheylus в самостоятельное семейство Stigmocheylidae Kethley, 1990 (Paratydeoidea), представители которого встречаются в Голарктике (в Европе, Северной Америке и Северной Африке).